# Rune Eriksson (militär)
Alf Rune Eriksson, född 29 juni 1927 i Vaxholms församling i Stockholms län, död 9 november 2005 i Solna, var en svensk officer i Armén.

## Biografi
Eriksson blev 1952 fänrik i Armén. År 1954 befordrades han till löjtnant, år 1962 till kapten, år 1969 till major, år 1972 till överstelöjtnant och 1982 till överste.
Eriksson inledde sin militära karriär vid Bodens artilleriregemente. Åren 1972–1974 tjänstgjorde han som lärare vid Krigsskolan. Åren 1974–1978 tjänstgjorde han som lärare vid Artilleriskjutskolan. Åren 1978–1979 var han avdelningschef vid Arméstaben. Åren 1979–1982 var han bataljonschef vid Svea artilleriregemente. Åren 1982–1987 var han regementschef för Svea artilleriregemente.
Rune Eriksson är begravd på Galärvarvskyrkogården i Stockholm.